# Breaking the Taboo
Breaking the Taboo (Braziliaanse titel: Quebrando o Tabu) is een documentairefilm uit 2011. De film behandelt de zinloosheid van de criminalisering van de strijd tegen drugs.
De film werd op 3 juni 2011 uitgebracht in Brazilië met Portugees commentaar van Gael García Bernal. Een Engelstalige versie werd op 7 december 2012 gepubliceerd op YouTube met commentaar van Morgan Freeman. De trailers werden ingesproken door onder andere Kate Winslet en Richard Branson, de vader van de producent van de film.

## Inhoud
De documentaire bevat interviews met onder andere de voormalige Amerikaanse presidenten Bill Clinton en Jimmy Carter, de ex-president van Brazilië Fernando Henrique Cardoso, de ex-president van Zwitserland Ruth Dreifuss, voormalige presidenten van Colombia en Mexico en schrijver Paulo Coelho en toont beelden van coca- en opiumplantages, een coffeeshop in Amsterdam en gevangenissen in de Verenigde Staten. 

## Citaat
"If you can't control drug use in a maximum security prison, how can you control drug use in a free society?" (Als je drugsgebruik in een extra beveiligde gevangenis al niet kan tegenhouden, hoe kun je dat dan in een open maatschappij?)